# 葡萄冰淇淋
葡萄冰淇淋（英語：Grape ice cream）是一種含有葡萄味的冰淇淋，在一些食譜製作時要使用到葡萄汁，其變化包括葡萄冰淇淋三明治和葡萄冰淇淋蘇打。有時會在葡萄節上提供，比如那不勒斯葡萄節；葡萄冰淇淋不是常見的味道。